# Parque del Mirador del Poble Sec
El parque del Mirador del Poble Sec se encuentra en la montaña de Montjuic, en el distrito de Sants-Montjuic de Barcelona. Fue realizado entre 1995 y 1997 con un proyecto de Patrizia Falcone. 

## Descripción
Se encuentra en la vertiente noroeste de la montaña de Montjuic, que da al barrio del Pueblo Seco, de ahí el nombre. Está flanqueado por el parque de la Primavera y los jardines Mossèn Costa i Llobera, mientras que tras el ascenso de la montaña viene a dar a los jardines de Miramar, diseñados por Jean-Claude Nicolas Forestier, el cual había planificado en este lado de la montaña un acceso monumental del que solo se realizaron las escaleras, que van desde el puerto hasta la plaza de la Armada, en lo alto del mirador. Se trata de un parque clasificado de forestal, ya que en su mayor parte constituye una zona de bosque propio de la montaña. En esta zona se habían edificado a principios del siglo XX algunas chabolas, que fueron derribadas cuando se construyó la carretera de Montjuic. Los elementos más elaborados del parque se encuentran en la parte baja, donde hay pistas de petanca, mesas de ping-pong, áreas de juegos infantiles y una larga pérgola para dar sombra. También en esta zona destaca un estanque plantado con plantas acuáticas, donde cae el agua a través de una cascada escalonada que se derrama desde otro estanque situado a un nivel superior.

## Vegetación
Entre las especies presentes en el parque se hallan: la jacaranda (Jacaranda mimosifolia), el almez (Celtis australis), la encina (Quercus ilex), la acacia (Robinia pseudoacacia), el olmo (Ulmus pumila), la sófora (Sofora japonica), el ciprés (Cupressus sempervirens), el pino blanco (Pinus halepensis), el pino piñonero (Pinus pinea), el pimentero falso (Schinus molle), el árbol del amor (Cercis siliquastrum), el sapindo de China (Koelreuteria paniculata), la glicinia (Wisteria sinensis) y la parra virgen (Parthenocissus tricuspidata).